# محیط کاری خصمانه
محیط کاری خصمانه (انگلیسی: Hostile work environment) به محیط کاری گفته می‌شود که در آن رفتارها، گفتارها یا اعمال یک یا چند نفر باعث ایجاد فضایی توهین‌آمیز، تهدیدکننده، تحقیرآمیز یا آزاردهنده برای دیگران می‌شود و به نحوی در عملکرد شغلی یا سلامت روانی آن‌ها تأثیر منفی می‌گذارد. این رفتارها می‌توانند شامل آزار و اذیت جنسی، تبعیض نژادی، قومی، مذهبی یا جنسیتی، خشونت کلامی یا فیزیکی، ایجاد ترس و ارعاب و... باشند. در چنین محیطی، کارکنان احساس امنیت و راحتی نمی‌کنند و نمی‌توانند به‌طور مؤثر وظایف شغلی خود را انجام دهند. این موضوع می‌تواند منجر به کاهش بهره‌وری، افزایش غیبت، استرس و مشکلات روحی و جسمی برای کارکنان شود. ایجاد یک محیط کار امن و محترمانه برای همه کارکنان، وظیفه کارفرما است و در صورت ایجاد محیط کار خصمانه، کارکنان می‌توانند از طریق مراجع قانونی پیگیری کنند.